# ديلي ألي
باميديلي جيرمين «ديلي» ألي (بالإنجليزية: Bamidele Jermaine "Dele" Alli)‏ هو لاعب كرة قدم إنجليزي من مواليد 11 أبريل 1996 بمدينة ميلتون كينز في إنجلترا. يلعب في مركز الوسط، ويلعب حالياً مع نادي كومو في الدوري الإيطالي الممتاز، وقد سبق له اللعب مع نادي توتنهام هوتسبير. كما لعب لأول مرة مع المنتخب الإنجليزي الأول في 2015. ويبلغ طوله 188 سم. وكان من الأسماء التي مثلت المنتخب الأنجليزي في كأس العالم بروسيا 2018.

## مسيرته

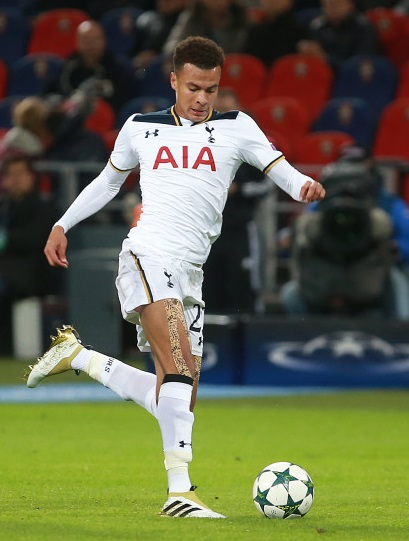
ديلي ألي مع توتنهام

### ميلتون كينز دونز

#### بداية مسيرته
أنضم ديلي إلى ميلتون كينز دونز عندما كان عمره 11 عاماً في 2007. وكان أول ظهور له مع الفريق الأول في 2 نوفمبر 2012 عندما بلغ الـ16 عاماً من عمره حيث دخل كبديل في الدقيقة 64 ضد كامبريدج سيتي في كأس إنجلترا. وكان قد حجز مركزاً أساسياً مع الفريق في موسم 2013/14.

#### موسم 2014/15
بدأ ديلي موسمه بتميز فحقق جائزة لاعب الشهر في الدرجة الثانية. في فوز ميلتون كينز دونز الكبير على مانشستر يونايتد 4-0 سجل ديلي هدفاً مما جعله محط اهتمام العديد من كبار الأندية الأوروبية من بينها ليفربول وبايرن ميونخ.
في 18 سبتمبر وسع عقده مع الفريق إلى 2017 وبعد ذلك بيومين سجل هاتريك ضد كرو ألكساندرا في فوز فريقه 6-1. وقد كان هذا الهاتريك الثاني في مسيرته. في يوم 2 فبراير من 2015 في الساعات الأخيرة من سوق الانتقالات وقع ديلي لـ توتنهام هوتسبر لمدة خمس سنوات ونصف مقابل 5 ملايين باوند. بعد انتقاله إلى توتنهام ديلي الي عاد بنظام الإعارة إلى فريقه ميلتون كينز دونز إلى نهاية الموسم.
في 19 أبريل حصل على جائزة أفضل لاعب شاب في الدرجة الثانية وساعد فريقه على الحصول على وصافة الدرجة الثانية والتأهل للدرجة الأولى.

#### موسم 2015/16
في 8 أغسطس 2015 شارك ديلي الي كبديل للمرة الأولى مع توتنهام هوتسبر ضد مانشستر يونايتد ولعب آخر 13 دقيقة من خسارة فريقه 1-0. سجل أول اهدافه مع الفريق في 22 أغسطس ضد ليستر سيتي في التعادل 1-1. بعد بداية رائعة مع الفريق بتسجيله 5 أهداف وصناعة 3 في أول 18 لقاء مع الفريق وقع عقداً جديداً يمتد إلى 2021. بعد ذلك بـ11 يوماً سجلاً هدفاً تاريخياً ضد كريستيال بالاس حصل على جائزة هدف الموسم في الدوري الإنجليزي. ومع نهاية الموسم كان قد شارك في 46 مباراة وسجل 10 أهداف. وحصل على جائزة أفضل لاعب شاب في الدوري الإنجليزي.

#### موسم 2016/17
قبل بداية الموسم، غير ديلي الاسم في قميصه من «الي» إلى «ديلي» وبرر ذلك بأنه لا علاقة له بهذا اللقب بسبب انفصاله عن والدته. جاء أول اهدافه في الموسم في الفوز ضد ستوك سيتي 4-0 في 10 سبتمبر 2016. اتبع ذلك بهدف في مرمى مانشستر سيتي في الفوز 2-0 في 2 أكتوبر 2016. وتابع سجله التهديفي بثلاث ثنائيات متتالية ضد ساوثهامبتون، واتفورد وتشلسي وكسر رقم تشلسي في تحقيق 13 فوز على التوالي.

## الاحصائيات

### الأندية
| النادي             | الموسم             | الدوري                   | الدوري    | الدوري  | كاس إنجلترا | كاس إنجلترا | كاس الرابطة | كاس الرابطة | آخر       | آخر     | المجموع   | المجموع |
| النادي             | الموسم             | الدرجة                   | المشاركات | الاهداف | المشاركات   | الاهداف     | المشاركات   | الاهداف     | المشاركات | الاهداف | المشاركات | الاهداف |
| ------------------ | ------------------ | ------------------------ | --------- | ------- | ----------- | ----------- | ----------- | ----------- | --------- | ------- | --------- | ------- |
| ميلتون كينز دونز   | 2011–12 ‏           | الدرجة الثانية           | 0         | 0       | 0           | 0           | 0           | 0           | 0         | 0       | 0         | 0       |
| ميلتون كينز دونز   | 2012–13 ‏           | الدرجة الثانية           | 2         | 0       | 5           | 1           | 0           | 0           | 0         | 0       | 7         | 1       |
| ميلتون كينز دونز   | 2013–14 ‏           | الدرجة الثانية           | 33        | 6       | 1           | 0           | 2           | 0           | 1         | 1       | 37        | 7       |
| ميلتون كينز دونز   | 2014–15 ‏           | الدرجة الثانية           | 39        | 16      | 1           | 0           | 4           | 0           | 0         | 0       | 44        | 16      |
| ميلتون كينز دونز   | المجموع            | المجموع                  | 74        | 22      | 7           | 1           | 6           | 0           | 1         | 1       | 88        | 24      |
| توتنهام هوتسبر     | 2015–16            | الدوري الإنجليزي الممتاز | 33        | 10      | 3           | 0           | 1           | 0           | 9         | 0       | 46        | 10      |
| توتنهام هوتسبر     | 2016–17            | الدوري الإنجليزي الممتاز | 21        | 11      | 2           | 1           | 0           | 0           | 6         | 1       | 29        | 13      |
| توتنهام هوتسبر     | المجموع            | المجموع                  | 54        | 21      | 5           | 1           | 1           | 0           | 15        | 1       | 75        | 23      |
| المجموع لكل مسيرته | المجموع لكل مسيرته | المجموع لكل مسيرته       | 128       | 43      | 12          | 2           | 7           | 0           | 16        | 2       | 163       | 47      |

### المنتخب
| المنتخب الوطني | السنة   | المشاركات | الاهداف |
| -------------- | ------- | --------- | ------- |
| إنجلترا        | 2015    | 4         | 1       |
| إنجلترا        | 2016    | 11        | 1       |
| المجموع        | المجموع | 15        | 2       |

## الانجازات

### الفردية
- جائزة أفضل لاعب شاب في إنجلترا للسنة: 2016
- تشكيلة الموسم في: 2015/16
- جائزة أفضل لاعب شاب في الدرجة الثانية في إنجلترا: 2015

## وصلات خارجية
- ديلي ألي على موقع الاتحاد الدولي (مؤرشف)  (الإنجليزية)
- ديلي ألي على موقع الاتحاد الأوربي (الإنجليزية)
- ديلي ألي على موقع اتحاد تركيا (لاعب) (الإنجليزية)
- ديلي ألي على موقع إي إس بي إن إف سي (الإنجليزية)
- ديلي ألي على موقع قاعدة بيانات كرة القدم.إي يو (الإنجليزية)
- ديلي ألي على موقع ليكيب (الفرنسية)
- ديلي ألي على موقع ناشيونال فوتبول تيمز (الإنجليزية)
- ديلي ألي على موقع Soccerbase.com (لاعب) (الإنجليزية)
- ديلي ألي على موقع Soccerway.com (الإنجليزية)
- ديلي ألي على موقع عالم كرة القدم.نت (الإنجليزية)

- ديلي ألي في موقع سوكربيس